# Nick Flanagan
Nick Flanagan (Belmont, 13 juni 1984) is een professional golfer uit Australië.

## Amateur
Flanagan werd als amateurgolfer bekend toen hij in 2003 als eerste niet-Amerikaan in ruim dertig jaar het US Amateur won.

### Gewonnen
- 2002: R/UP Australian Junior Championship
- 2003: US Amateur, Under-19 New Zealand Champion, Pacific North West Championship

## Professional
Flanagan werd in 2004 professional. In 2005 won hij de Queensland Masters, dat deel uitmaakt van de Australische Von Nida Tour, vergelijkbaar met de Europese Challenge Tour. In 2007 speelde hij op de Amerikaanse Nationwide Tour en won het Henrico County Open en de BMW Charity Pro-Am op The Cliffs. Later in 2007 won hij nog een derde toernooi, de Xerox Classic waardoor hij benoemd werd tot Speler van het Jaar en promoveerde naar de Amerikaanse PGA Tour van 2008.
Op de PGA Tour eindigde hij in 2008 op de 169ste plaats dus hij moest in 2009 weer naar de Nationwide Tour.

### Gewonnen

#### Von Nida Tour
- 2005: Queensland Masters

#### Nationwide Tour
- 2007: Henrico County Open, BMW Charity Pro-Am at The Cliffs, Xerox Classic